# ロバートの四つ子銀河
ロバートの四つ子銀河(Robert's Quartet)は、ほうおう座の方角に約1億6000万光年離れた位置にある銀河群である。非常に異なった銀河が衝突、融合する過程にある。NGC 87、NGC 88、NGC 89、NGC 92が含まれ、これらはジョン・ハーシェルによって1830年代に発見された。
ロバートの四つ子銀河は、コンパクト銀河群では最も暗い例である。このような銀河群は、狭い領域に4つから8つの銀河が集まっているため、銀河間相互作用やその効果、特に星形成についての素晴らしい実験室である。四つ子銀河の合計の視等級は約13で、最も明るいNGC 92は約14等級である。4つの銀河は、約75,000光年に相当する半径1.6°の円の中に納まっている。1987年にA Catalogue of Southern Peculiar Galaxies and Associationsを編纂したホルトン・アープとBarry F. Madoreによって命名された。

## メンバー

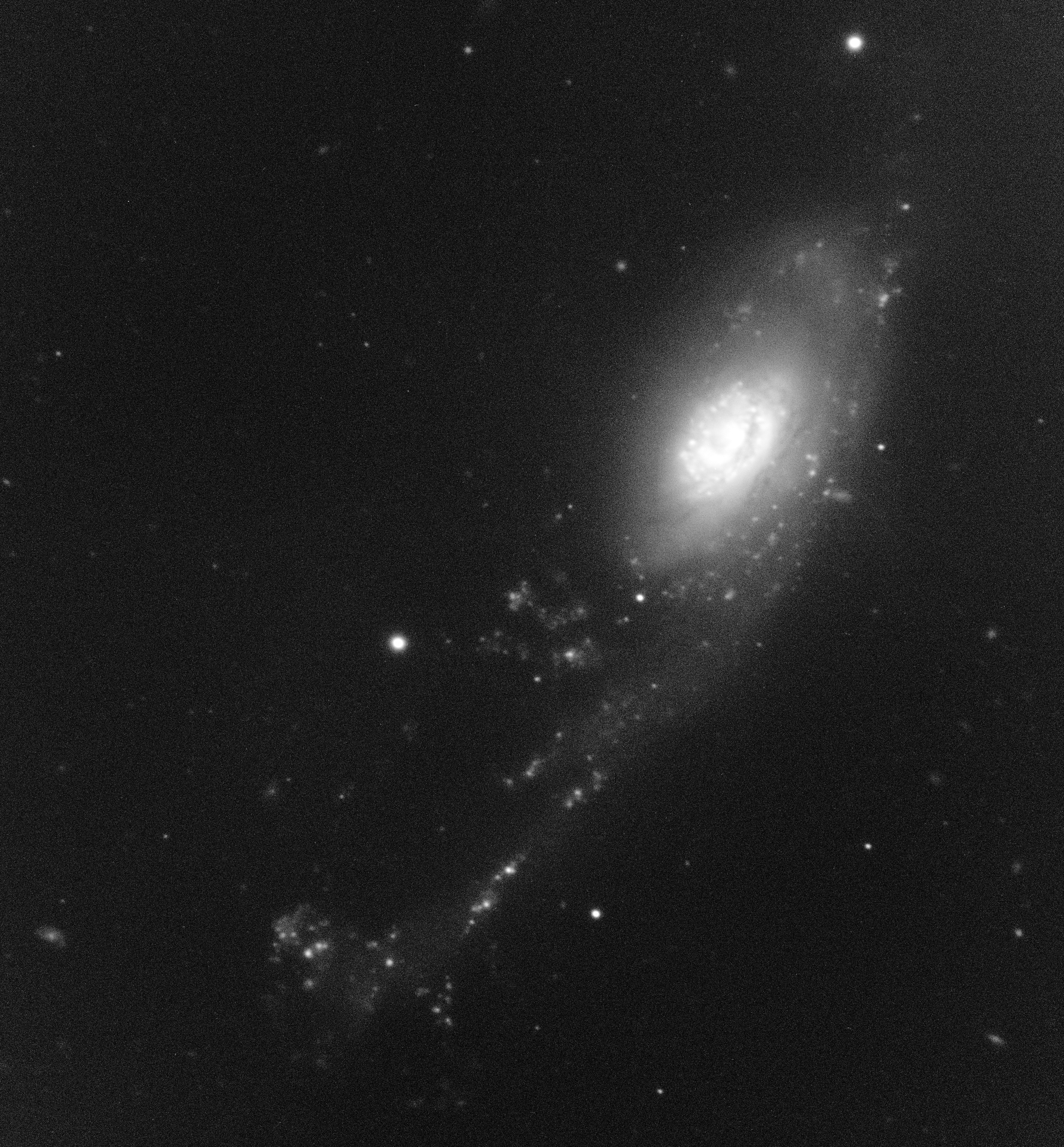
ロバートの四つ子銀河で最も大きいのは、特異な外見の渦巻銀河NGC 92である。

| 名前   | 型           | 太陽からの距離 (100万光年) | 視等級 |
| ------ | ------------ | -------------------------- | ------ |
| NGC 87 | IBm pec.     | ~160                       | +14.5  |
| NGC 88 | SB(rs)a pec. | ~160                       | +15.21 |
| NGC 89 | SB0(s)a pec. | ~160                       | +14.57 |
| NGC 92 | SAa pec.     | ~160                       | +14.29 |